# Juncus leucomelas
Juncus leucomelas är en tågväxtart som beskrevs av John Forbes Royle och David Don. Juncus leucomelas ingår i släktet tåg, och familjen tågväxter. Inga underarter finns listade i Catalogue of Life.